# Cerdo del Concejo

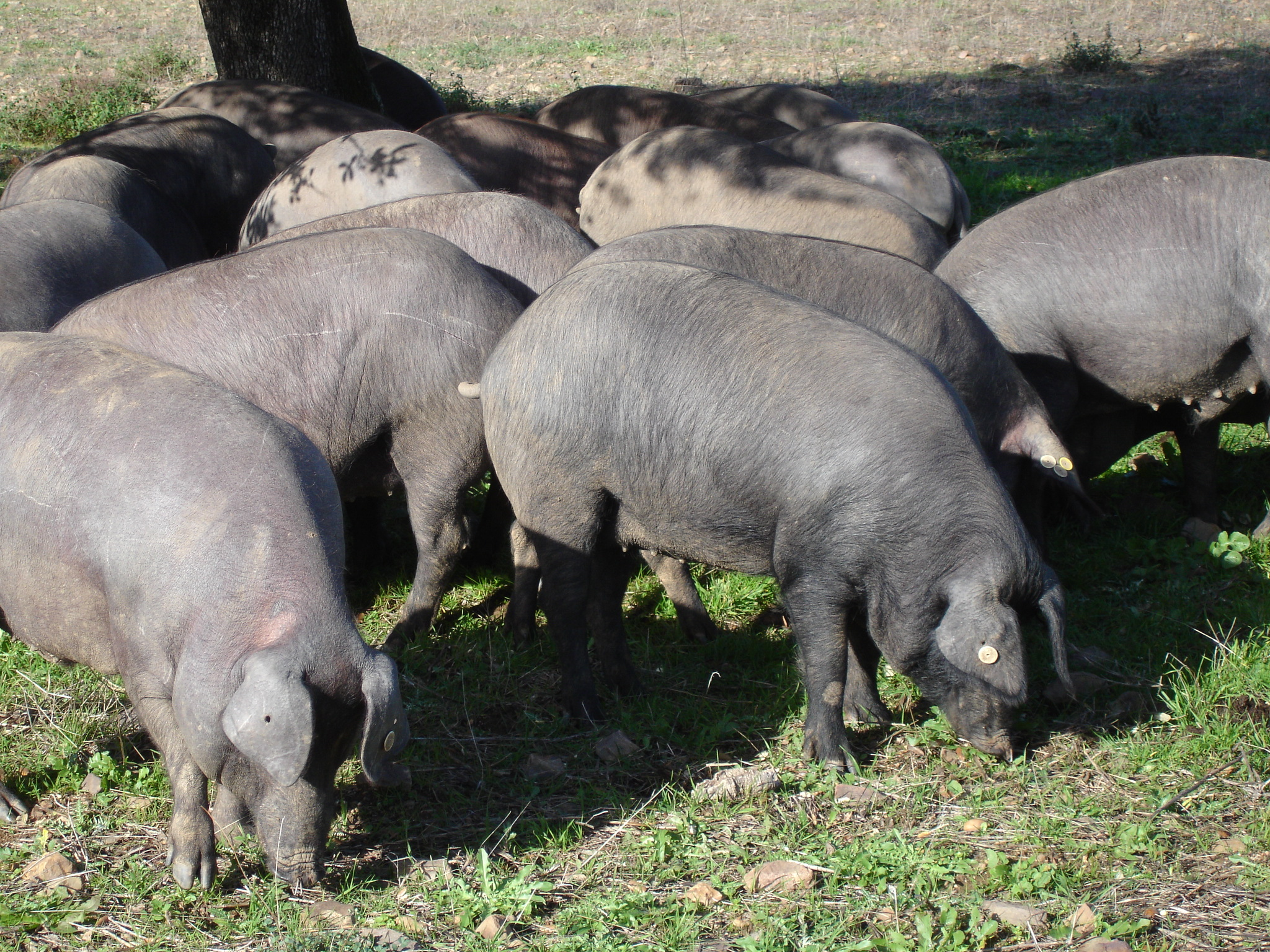
El cerdo del concejo era una forma de cuidar un cerdo comunitariamente.

El cerdo del Concejo (denominado también rey de los cochinos) fue una tradición popular del mundo rural, mediante la cual se cuidaba colectivamente un cerdo que se ponía a disposición del concejo. La celebración pronto se asoció a San Antonio Abad (protector de las bestias útiles al hombre). La celebración coincidía con la fiesta de los locos y de los asnos de la Edad Media.

## Historia
En Madrid, durante el siglo XVI, se realizaban estas congregaciones populares en el denominado campo de Atocha, junto a la ermita de San Blas. Los porqueros de la villa traían un cerdo y se premiaba al más engalanado. Escogiendo uno entre ellos, de los pertenecientes a las diversas piaras, nombrándolo: rey de los cochinos. Se organizaba una carrera de cerdos, y el primero en llegar a un abrevadero repleto de comida era proclamado rey de los cerdos. Se elegía un porquero por sorteo, y se le disfrazaba de san Antonio. Se montaba en un burro adornado con cabezas de ajo y nabos y se dirigía a la ermita de San Antonio. Le seguía la piara de cerdos, con el rey de los cerdos a la cabeza. Los monjes antonianos daban entonces su bendición a lo que sería pienso para la manada (paja y cebada), así como al pan destinado a la compañía. Dibujaban la cruz del santo (en forma de tau) en los panes antes de devolverlos al rey y a los demás.
Esta costumbre devino en la capital en las fiestas denominadas vueltas de San Antón. La fiesta fue desapareciendo paulatinamenta hasta dejarse de celebrar en el siglo XIX.